# Ван Дёйн, Сем
Сем ван Дёйн (нидерл. Sem van Duijn; род. 18 марта 2004, Лейден, Южная Голландия) — нидерландский футболист, вингер клуба АЗ.

## Клубная карьера
Ван Дёйн — воспитанник клубов «Валькен 68», «Спарта» и «Куик Бойз». В 2021 году он дебютировал за основной состав последних. В 2024 году ван Дёйн перешёл в АЗ. 12 августа в матче против «Роды» он дебютировал за дублирующий состав в Эрстедивизи. 13 февраля 2025 года в поединке Лиги Европы против турецкого «Галатасарая» игрок дебютировал за основной состав.